# Śluza Szczytniki
Śluza Szczytniki – komorowa śluza wodna, zlokalizowana na rzece Odra, w 250,25 km biegu rzeki, w 0+250 km kanału Przekop Szczytnicki. Śluza położona jest we Wrocławiu, pomiędzy Wyspą Szczytnicką a osiedlem Plac Grunwaldzki.

## Historia
Śluza została wybudowana w ramach inwestycji z zakresu hydrotechniki prowadzonej we Wrocławiu, w ramach przebudowy drogi wodnej na rzece Odra prowadzącej do i przez miasto, ale z pominięciem centrum miasta i Śródmiejskiego Węzła Wodnego. Inwestycja ta była przeprowadzona w latach 1892–1897 i polegała na budowie nowego szlaku żeglugowego, głównie pod kątem możliwości przewozu drogą wodną materiałów masowych, szczególności węgla z Górnego Śląska. W tym celu, częściowo istniejącym wcześniej korytem, służącym do odprowadzenia wód wezbraniowych i powodziowych, a częściowo nowym Kanałem Miejskim przeprowadzono nową drogę wodną.

## Charakterystyka
Śluza Szczytniki stanowi jeden z elementów stopnia wodnego, w odniesieniu do którego stosuje się nazwę – Stopień Wodny Szczytniki. Ze względu na niewielkie wymiary tej śluzy i innych na Wrocławskim Szlaku Miejskim (Śluza Opatowice, Śluza Miejska), ta droga wodna nie ma większego znaczenia transportowego, towarowego. Obecnie jednak następuje aktywizacja turystyki i rekreacji wodnej także w obszarze otwartego dla żeglugi Śródmiejskiego Węzła Wodnego.
Wymiary śluzy są następujące: długość – 55,0; szerokość – 9,6; piętrzenie wynosi 2,05 m. Zamknięcia komory śluzy, dolne i górne, to wrota wsporne, stalowe. Do napełniania i opróżniania komory śluzy zastosowano kanały obiegowe.
Odległości na drogach wodnych prowadzących przez śluzę są następujące:
- w dół rzeki[c], do następnej śluzy na Wrocławskim Szlaku Miejskim – Śluzy Miejskiej, wynosi 5,7 km,
- w górę rzeki[d], do poprzedniej na szlaku Śluzy Opatowice wynosi 5,6 km[1]
- w dół rzeki[e], do śluzy na Szlaku Śródmiejskim – Śluzy Piaskowej[f], wynosi 3,85 km.

Prawy brzeg stanowi Wyspa Szczytnicka, natomiast lewy brzeg to teren osiedla Plac Grunwaldzki. Poziom wody dolnej kształtuje Stopień Wodny Psie Pole. Natomiast poziom wody górnej kształtowany jest przez Śródmiejski Węzeł Wodny Górny, oraz Jaz Szczytniki. Awanport górny śluzy pełni między innymi funkcję basenu Jacht Klubu AZS. Cumuje tutaj również holownik parowy Nadbór, Fundacji Otwartego Muzeum Techniki – Otwarte Muzeum Odry.

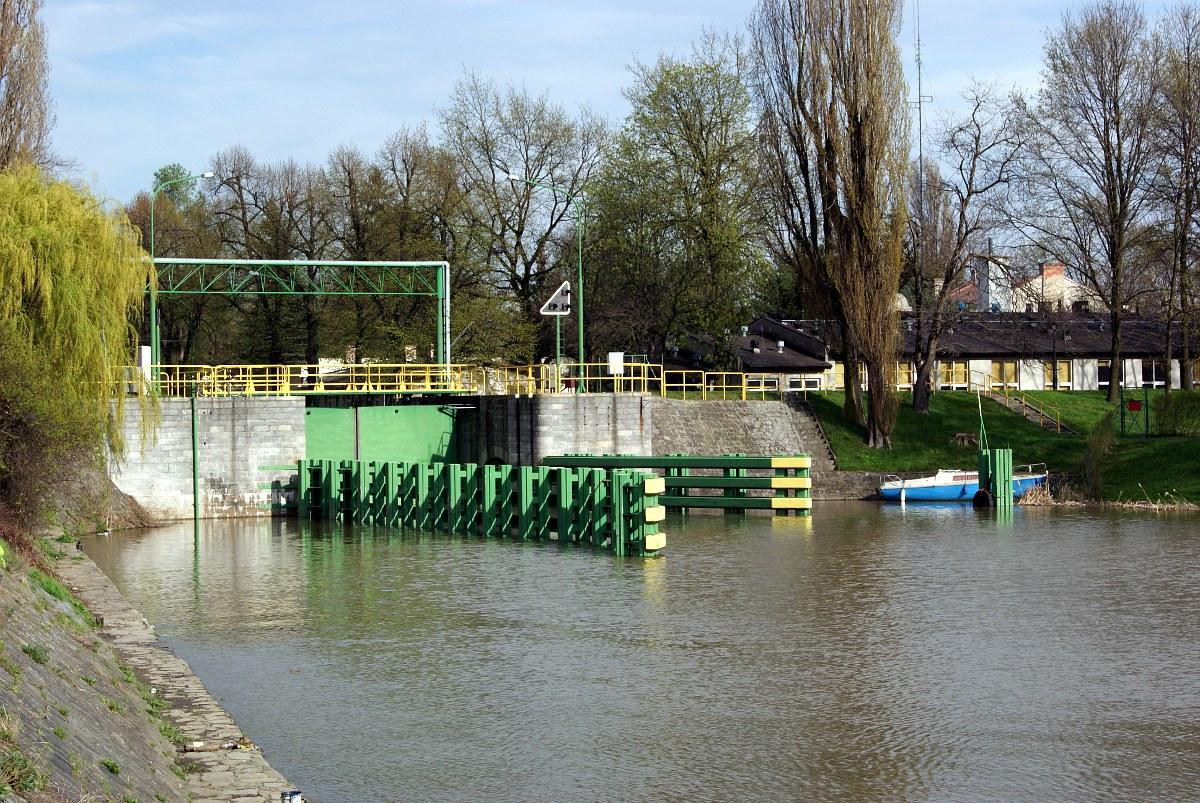
Stanowisko górne śluzy.

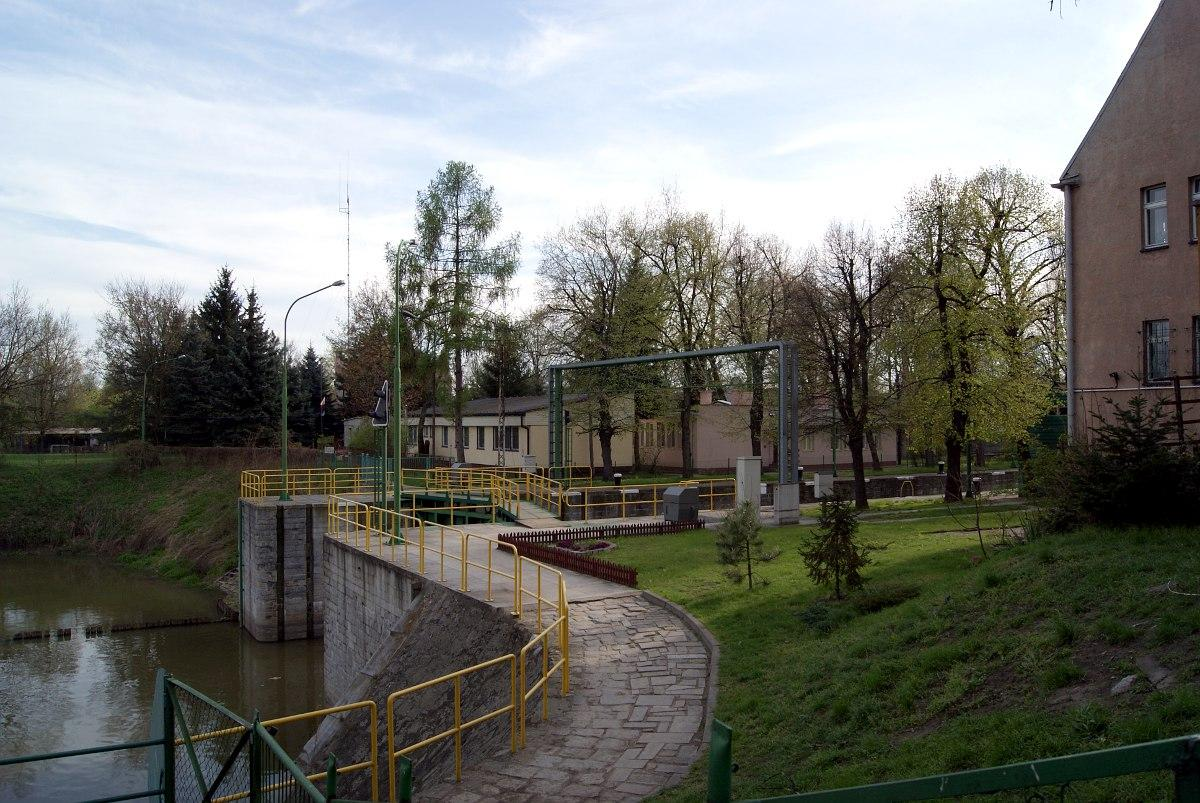
Głowa dolna śluzy.